# La mano de Dios (película)
La mano de Dios es una película mexicana de drama y wéstern estrenada en 1966 dirigida por Jaime Salvador. Está protagonizada por Irma Dorantes, Álvaro Zermeño y Andrés Soler.

## Trama
Una mujer valiente defiende a toda costa su propiedad de un cacique que quiere aprovecharse.

## Reparto
- Irma Dorantes como Rosa Salazar
- Álvaro Zermeño como Antonio del Moral / Mendoza
- Andrés Soler como Don Andrés
- Jorge Russek como Don Carlos Fuentes
- Agustín Isunza como Comisario
- Eric del Castillo como Marcial Andrade
- Roberto Meyer como Sacerdote
- Armando Gutiérrez como Rosendo
- Federico Falcón como Federico
- Marco Antonio Arzate como Nicanor
- Enrique Ramírez como Nacho
- Carlos del Muro como Ayudante comisario
- Víctor Moreno
- Ángel Dupeyrón como Hijo de Nicanor
- Margarito Luna como Cantinero
- Rubén Márquez
- Ricardo Adalid como Subastador
- Ernesto Juárez
- Roberto Y. Palacios como Licenciado Martínez
- Gerardo del Castillo como Roque (no acreditado)
- Juan Garza como Esbirro de Carlos (no acreditado)
- Arturo Silva como Manuel (no acreditado)
- Ignacio Villalbazo como Pascual (no acreditado)
- Eduardo Zamarripa como Espectador remate (no acreditado)